# Rajella bathyphila
Rajella bathyphila (лат.) — вид хрящевых рыб семейства ромбовых скатов отряда скатообразных. Обитают в северо-восточной и северо-западной и восточно-центральной Атлантике между 55° с. ш. и 16° с. ш. Встречаются на глубине до 2172 м. Их крупные, уплощённые грудные плавники образуют ромбовидный диск. Максимальная зарегистрированная длина 90 см. Откладывают яйца. Не являются объектом целевого промысла.

## Таксономия
Впервые вид научно описан в 1908 году. Видовой эпитет происходит от др.-греч. βαθύς — «глубокий» и др.-греч. φιλία — «любовь».

## Ареал
Эти батидемерсальные скаты обитают в Атлантическом океане у берегов Канады, Гренландии, Исландии, США и Западной Сахары. Встречаются в средней части материкового склона и, вероятно, на абиссальной равнине в основном глубже 1400 м. глубине от 600 до 2172 м.

## Описание
Широкие и плоские грудные плавники этих скатов образуют диск в виде сердечка. На вентральной стороне диска расположены 5 жаберных щелей, ноздри и рот. На длинном хвосте имеются латеральные складки. От прочих глубоководных атлантических скатов этот вид отличается светло-коричневой окраской дорсальной поверхности. Вентральная сторона белая. Некоторые особи полностью ровного белого цвета. Максимальная зарегистрированная длина 90 см.

## Биология
Подобно прочим ромбовым эти скаты откладывают яйца, заключённые в жёсткую роговую капсулу с выступами на концах. Эмбрионы питаются исключительно желтком. Рацион взрослых скатов состоит из мелких ракообразных, кальмаров и полихет. 

## Взаимодействие с человеком
Эти скаты не являются объектом целевого промысла. Попадаются в качестве прилова при донном тралении. Международный союз охраны природы присвоил виду охранный статус «Вызывающий наименьшие опасения».